# Celatiscincus similis
Celatiscincus similis är en ödleart som beskrevs av  Ross A. Sadlier SMITH och BAUER 2006. Celatiscincus similis ingår i släktet Celatiscincus och familjen skinkar. IUCN kategoriserar arten globalt som starkt hotad. Inga underarter finns listade i Catalogue of Life.